# Dorothe Engelbretsdatter
Dorothe Engelbretsdatter (født 16. januar 1634 i Bergen, død 19. februar 1716 i Bergen) var den første kendte kvindelige forfatter i Norge. Hun skrev salmer, lejlighedsdigte og rimbreve.

## Liv
Faderen, Engelbret Jørgenssøn, var rektor og sognepræst ved Bergen domkirke. I 1647 rejste Dorothe til København, hvor hun skal have opholdt sig i tre år. Her fandtes et aktivt litterært miljø. I København giftede hun sig 18 år gammel med sin faders kapellan, Ambrosius Hardenbeck (f. 1621), som var søn af en tysk organist i Bergen. Mange i København tvivlede på, at en kvinde kunne skrive så godt, som hun gjorde, så de hævdede, at det var hendes mand, som havde skrevet digtene. Dorothe Engelbretsdatter regnes som den første norske forfatter, som formåede at leve af sin digtning. Det hjalp, at hun i 1682 fik kongelig privilegium på ti år på at udgive sin egen digtning, forlænget med ti år mere fra 1692. Desuden gav kongen hende livsvarig skattefritagelse, da hun blev enke i 1684.
Dorothe fik 9 børn sammen med Ambrosius. 7 af børnene var allerede døde, da Dorothe i 1678 udgav sin første samling af åndelige sange, Siælens Sang-Offer. Dette regnes nu som hendes hovedværk og blev genoptrykt i 24 oplag. Hardenbeck døde i 1684. Mens hun sørgede over mandens død, skrev hun den store digtcyklus Taare-Offer, som har motiver fra Lukasevangeliet, kapitel 7,36-50 ("synderinden i farisæernes hus"), i forbindelse med en andagtsbog af Heinrich Müller med en lignende titel.
Men dødsfaldene i hendes familie fortsatte. Det yngste af de tilbageværende to børn døde under krigen i Tyrkiet, mens den ældste rejste til udlandet, og hun mistede helt kontakten med ham. I Bergen billedgalleri fandtes et portræt af hendes søn Engelbrecht Ambrosius Hardenbeck, malet af Hendrik Krock, og påført oplysningen, at Engelbrecht var "berømmelig for sine mange Aaars udenlands langvarige Reiser"; i 1717 havde han været ude af Norge i 26 år.
Som teenager var Ludvig Holberg i et par år Dorothes nærmeste nabo. Han boede da hos sin morbror og plejefar Peder Lem, lige over for Bergen domkirke i huset ved siden af Dorothe. Holberg viser sin beundring for hende i sin Bergens beskrivelse, og denne kan nok spores tilbage til tiden, da han kendte hende personligt- Måske har hun bidraget til hans rejselyst med sine beretninger om sønnen Engelbrechts udenlandsrejser.
I 1702 brændte hendes hus under storbranden i Bergen 19. maj. To år senere kom kong Frederik 4. til Bergen, og Dorothe gav ham et digt, hvori hun bad om hjælp til at få et nyt hus. Da dette ikke hjalp, sendte hun et brev til Bergens øvrighed og fortalte om sin situation. I 1712 fik hun endelig sit længe ønskede hus ved bispebrønden. Dette hus blev i 1962 flyttet til Gamle Bergen Museum.
Thomas Kingo mødte hun, da hun efter sørgeåret over sin mand besøgte København i 1684–85. Hendes korrespondance med Petter Dass, der havde været elev ved latinskolen tilknyttet Bergen domkirke, er bevaret.

## Forfatterskab
På den tid, da Dorothe skrev, var verden præget af krige, ulykker, pestepidemier og elendighed. Af hendes digte fremgår, at hun mente, at menneskene helt skulle underkaste sig Gud og de straffe, de således blev påført. Som de fleste andre på denne tid mente Dorothe også, at sygdomme og pest var en straf fra Gud. Hun skrev meget enkelt således, at digtene skulle være lette at huske. Dette gjorde, at hendes værker blev brugt meget.
Dorothe døde i 1716, 82 år gammel, og blev begravet i koret i domkirken. Hendes salmer blev meget populære og genoptrykt i 25 oplag, det sidste i 1868. Da Landstad udgav sin kirkesalmebog i 1869, inkluderede han Dorothes salmer. I Landstads reviderede udgave findes endnu 4 af dem. Mest kendt er antagelig Aftensang, som i moderne version hedder Dagen viker og går bort.

## Værker
- Taare-Offer
- Siælens Sang-Offer
- Om det evige liv
- Gravskrift
- Aftensalme